# Cabrito de Barroso
O Cabrito de Barroso IGP é um produto de origem portuguesa com Indicação Geográfica Protegida pela União Europeia (UE) desde 13 de novembro de 1996.
Os cabritos são machos ou fêmeas das raças Serrana e Bravia ou dos seus cruzamentos.
O cabrito assado é um prato tradicional servido em Portugal durante o Natal, particularmente nas regiões do norte e Beiras, onde o terreno montanhoso é propício à criação.

## Agrupamento gestor
O agrupamento gestor da indicação geográfica protegida "Cabrito de Barroso" é a Cooperativa Agrícola dos Produtores de Batata para Semente de Montalegre, CRL..